# Trotskisme en France
 (avril 2025).
En France, plusieurs organisations se réclament du trotskisme. Les effectifs de ces groupes variant d'une dizaine à plusieurs milliers de militants.

## Historique

### Les débuts: 1929-1940
En 1929, Léon Trotski est expulsé d'URSS sur ordre de Joseph Staline. Au niveau international, les militants qui partagent les vues politiques de Trotski et de « l'Opposition de gauche » qu'il a fondée sont expulsés des partis communistes affiliés à la IIIe Internationale stalinisée. Ces premiers « trotskistes » (ce qualificatif est d'abord utilisé par leurs adversaires) s'organisent alors, malgré de grandes difficultés, au niveau national comme international.
En France, sur instruction de Trotski, la « Ligue communiste » (LC) est fondée en avril 1930 par Alfred Rosmer, Pierre Naville, Gérard Rosenthal, Pierre Frank et Raymond Molinier. Ses militants, qui en sont tous membres, sont alors une tendance interne et secrète au sein du Parti communiste, et diffusent leurs idées à travers le journal La Vérité.
En 1934, les « trotskistes » de la Ligue communiste sont moins d'une quarantaine dans toute la France. Ils en tirent la conclusion qu'ils ne peuvent constituer à eux seuls une alternative crédible au Parti communiste. Sur instruction de Trotski, ils adhérent alors à la Section française de l'Internationale ouvrière (SFIO) à la faveur de l'adoption par celle-ci de la ligne de Front unique ouvrier SFIO/PC de la révolution socialiste, également adoptée par Trotski qui avait déclaré:
«  Le Front unique du Parti Socialiste et du Parti Communiste renferme en soi de grandioses possibilités. Si seulement il le veut sérieusement, il deviendra demain le maître de la France, mais il doit le vouloir. La clef de la situation est maintenant dans le Front unique[réf. incomplète]. »
Mais au congrès de Mulhouse de la SFIO de 1935, le « Groupe bolchevik-léniniste » (GBL) qu'y ont constitué les trotskistes de la Ligue communiste est exclu de celui-ci, la SFIO et le Parti communiste français étant passés de la stratégie de « Front unique » à celle de « Front populaire » adoptée par la IIIe Internationale lors de son VIIe congrès en 1935 (cf Septième congrès du Komintern), laquelle inclut le Parti radical socialiste mais exclut la Ligue communiste.
Après les émeutes insurrectionnelles de Brest et Toulon, en août 1935, Trotski déclare finalement qu'il est temps d'abandonner cette stratégie d'« entrisme » et de s'éloigner de la « Gauche révolutionnaire » de Marceau Pivert, tendance que celui-ci a organisée au sein de la SFIO après le congrès de Mulhouse, et dans laquelle certains militants de la Ligue communiste se sont repliés, pour construire un parti révolutionnaire autonome.
Les trotskistes s'organisent (et se divisent) alors comme suit :
- Pierre Naville, Gérard Rosenthal et leur groupe obtiennent le 29 décembre 1935 l'exclusion de Raymond Molinier puis celle de Pierre Frank de la Ligue communiste — après les avoir exclus en 1930 de sa direction, pour « centrisme », « travail fractionnel » et « malversations financières ». Ils fusionnent leur journal La Vérité avec celui que Pierre Naville publiait depuis son exclusion du Parti communiste en 1927, La Lutte de classe et fondent ainsi Lutte ouvrière (à ne pas confondre avec le nom usuel de l'« Union Communiste Internationaliste » représentée par Arlette Laguiller puis Nathalie Artaud), qui devient l'organe du « Parti ouvrier révolutionnaire » (POR) qu'ils fondent en avril 1936. la Ligue Communiste elle-même, sans être dissoute, est réduite à un secrétariat chargé des liaisons avec les autres Ligues Communistes de l'étranger afin de préparer la fondation de la « Quatrième Internationale ».
- Raymond Molinier et Pierre Frank créent alors les « Groupes d'action révolutionnaire » (GAR) et le journal La Commune en décembre 1935.
- Yvan Craipeau est rejoint par Fred Zeller (dirigeant des Jeunesses socialistes exclu de la SFIO) puis Jean Rous et Pierre Boussel, alias Pierre Lambert, et ils créent les « Jeunesses socialistes révolutionnaires » (JSR) en janvier 1936 qui publient le journal Révolution à partir de juillet 1936.
- Raymond Molinier, Pierre Franck et leurs partisans créent finalement en mars 1936 le « Parti communiste internationaliste » (PCI) à partir des « Groupes d'action révolutionnaires » (GAR).
- suivant les directives de Trotski, le Parti ouvrier révolutionnaire (POR) de Pierre Naville et Gérard Rosenthal fusionne après les grèves de juin 1936 avec le Parti Communiste Internationaliste (PCI) de Raymond Molinier et Pierre Franck et les Jeunesses socialistes révolutionnaires (JSR) de Yvan Craipeau, Fred Zeller, Jean Rous et Pierre Boussel (alias Lambert) dans le « Parti ouvrier internationaliste » (POI), qui devient en septembre 1938 le représentant français de la «Quatrième Internationale», fondée le 3 septembre 1938 dans le pavillon d'Alfred et Marguerite Rosmer à Périgny (Seine-et-Oise).
- Raymond Molinier et Pierre Franck quittent rapidement/sont rapidement exclus du Parti Ouvrier Internationaliste (POI). Ils (re)fondent le Parti communiste internationaliste (PCI) et fondent les « Jeunesses communistes internationalistes » (JCI) en juillet 1936. Ils sont exclus de la Quatrième Internationale en septembre 1938 à la demande de Trotski.
- Une partie minoritaire, des militants du Parti ouvrier internationaliste (POI) adhère début 1939, sur instructions de Trotski, au « Parti socialiste ouvrier et paysan » (PSOP) que Marceau Pivert vient de créer fin 1938 après avoir quitté la SFIO avec sa tendance, La Gauche révolutionnaire, après le XXVe congrès de la SFIO, et s'y constitue en « Comité pour la Quatrième Internationale », qui en est finalement exclu en novembre 1939. Parmi ses membres : Yvan Craipeau, Jean Rous et David Korner.
- La majorité des militants du Parti ouvrier internationaliste (POI), autour de Pierre Naville et Gérard Rosenthal, qui a refusé d'adhérer au Parti socialiste ouvrier et paysan (PSOP), le Parti Ouvrier Internationaliste (POI) est exclue en juin 1939 de la Quatrième Internationale et Pierre Naville et Gérard Rosenthal rompent l'un et l'autre avec le mouvement trotskiste.
- En 1939, le gouvernement dissout les deux principales organisations trotskistes, ce qui reste du Parti Ouvrier Internationaliste (POI) d'Yvan Craipeau et Jean Rous et le Parti Communiste Internationaliste (PCI) de Pierre Franck et Raymond Molinier.
- Le « Groupe communiste / Quatrième Internationale » ou « groupe Barta » est fondé par David Korner, dont un des alias est Barta, en dissidence de la Quatrième Internationale début septembre 1939.
- Le Parti Socialiste Ouvrier et Paysan (PSOP) de l'ex SFIO Marceau Pivert est dissout en juin 1940 par le gouvernement de Vichy.

### La Seconde Guerre mondiale: 1940-1945
- Raymond Molinier et Pierre Frank, leaders du Parti communiste internationaliste (PCI), (exclu de la IVe Internationale en 1938, puis dissout en 1939), sont en Belgique lors de l'offensive allemande de mai 1940, d'où ils gagnent Londres, où Pierre Frank est arrêté pour désertion. Il y reste emprisonné pendant toute la guerre, tandis que Raymond Molinier, d'abord engagé dans les Forces Belges Libres, est finalement envoyé en mission à Lisbonne par l'Intelligence Service, d'où il fait exfiltrer un certain nombre de militants trotskistes au nez et à la barbe des Allemands, avant de devoir se réfugier au Brésil, où il demeurera.
- Après avoir adopté une position de « défaitisme révolutionnaire » durant la drôle de guerre, les trotskistes français se divisent durant la guerre sur la question de la stratégie à adopter entre entrisme dans les mouvements collaborationnistes et résistance internationaliste à travers un travail de propagande en direction des soldats de la Wehrmacht (« derrière chaque soldat allemand se trouve un travailleur allemand »).
- L'antisémitisme nazi n'est pas considéré comme un point central par les trotskistes, qui l'analysent en termes de classes (thèse qui a continué d'être soutenue par Pierre Boussel, alias Pierre Lambert — militant du PCI depuis 1937 — jusque dans les années 1970-1980[2]). Pourtant, selon l'historien Maurice Rajsfus, alors que sauver les Juifs n'aurait jamais été un objectif des directions dominantes de la Résistance, le journal La Vérité aurait été un des premiers à dénoncer la vague antisémite en France, dès sa première parution illégale.
- Les militants du Parti communiste internationaliste (PCI) (exclu de la IVe Internationale en 1938, rappelons le à nouveau) prônent l'entrisme, y compris, pour certains, dans le « Rassemblement national populaire » (RNP) de Marcel Déat dont Henri Molinier, frère de Raymond, Maurice Déglise ou encore Roger Foirier deviennent membres[3], suscitant de violentes discussions.
- Mais il s'agit là d'exceptions : beaucoup des trotskistes refusant la lutte armée contre l'Occupant lui préfèrent plutôt des actions de propagande en direction de la Wehrmacht visant à gagner à la cause révolutionnaire les soldats allemands. Cette activité, risquée, conduit à la déportation de plusieurs d'entre eux. David Rousset, qui écrira à son retour des camps L'univers concentrationnaire, en est un des plus célèbres. Citons aussi Jean-René Chauvin[4], qui, avant d'être déporté, effectua de nombreuses liaisons (entre David Rousset, Marcel Hic et Yvan Craipeau du POI) et diffusa La Vérité et des journaux en langue allemande. Chauvin raconte son expérience des camps de Mauthausen (de son annexe du Loïbl Pass), Auschwitz (mines de Jawizowitch) et Buchenwald, ainsi que les deux terribles marches de la mort auxquelles il a survécu, et analyse aussi le phénomène concentrationnaire (fasciste et stalinien) dans son unique livre, paru en 2006, 50 ans plus tard, alors qu'il se revendique toujours trotskiste, livre intitulé Un trotskiste dans l'enfer nazi[5].
- D'un autre côté, certains groupes de militants finissent par admettre une alliance de résistance contre le Troisième Reich « avec la bourgeoisie ». C'est le cas du « Mouvement national révolutionnaire » (MNR) de Fred Zeller, Jean Rous et Maurice Jaquier, qui prône l'alliance avec Londres et la création d'« États-Unis socialistes d'Europe ». Cela leur vaut l'accusation de « social-chauvinisme » par le « Comité pour la IVe Internationale » (également exclu de celle-ci en 1939, cf. supra) d'Yvan Craipeau. C'est aussi le cas du Parti ouvrier internationaliste (POI) (exclu lui aussi de la IVe Internationale, puis dissout en 1939, rappelons le), désormais dirigé, avec David Rousset, par Marcel Hic (qui mourra en déportation) qui estime également, à l'été 1940, la résistance et l'« alliance avec les petits-bourgeois » nécessaire (Selon le journaliste Christophe Nick, cela en fait « la première organisation politique française authentiquement résistante »[6]). En 1942, Jean Moulin demandera même au Parti ouvrier internationaliste (POI) de lui fournir son secrétariat[6]. Mais Marcel Hic, repris en main par la IVe Internationale qui l'accuse de « social-chauvinisme », ne donnera finalement pas suite à cette demande, revenant à des positions plus « orthodoxes »[6].
- David Korner, alias Barta et son groupe Barta est l'un des plus violents critiques de cette alliance « hérétique »[6].
- Face à ces questions comme à d'autres, l'assassinat de Léon Trotski le 21 août 1940 à Mexico par l'espion soviétique Ramon Mercader laisse la IVe Internationale sans véritable direction et amplifie les difficultés pour les organisations trotskistes.
- Et alors qu'en décembre 1943, le « Secrétariat provisoire de la IVe Internationale » se rallie, quoique modérément, à la Résistance, en proclamant une « résolution sur le mouvement des partisans » prônant l'entrisme dans les organisations armées afin d'appuyer une structuration sur une base de classe, La Vérité organe clandestin du POI écrit au contraire, le 22 juin 1944, dans un article intitulé « Ils se valent ! » : « En réalité, la libération de Roosevelt vaut tout autant que le socialisme de Hitler »[7] et suggère aux ouvriers de s'organiser dans des comités au sein de leurs usines pour se libérer eux-mêmes, sans les Alliés[7]. Marcel Bleibtreu, responsable du journal à l'époque, s'est dit avoir alors été scandalisé de ce « raccourci », attribué à Rodolphe Prager, qui fut exclu du journal[7].

### De la réunification de 1945 aux lendemains de la scission pablistes/lambertistes de 1952
- En février/mars 1944, et en grande partie grâce à Michel Raptis, alias Michel Pablo, à peu près 500 militants membres du Parti ouvrier internationaliste (POI) d'Yvan Craipeau, Spoulber et Marcel Gibelin — exclu de la IVe Internationale puis dissout juste avant guerre - de l'organisation qui a succédé dans la clandestinité au Parti communiste internationaliste (PCI), le Comité communiste internationaliste (CCI), de Pierre Frank, Rodolphe Prager et Jacques Grinblat et le groupe Octobre d'Henri Molinier, frère de Raymond Molinier qui mourra d'un obus allemand au moment de la libération de Paris, se rassemblent dans le seul « Parti communiste internationaliste-Section française de la Quatrième Internationale » (PCI-SFQI) qui regroupe donc la grande majorité des trotskistes français.
- Le petit groupe de quatre puis sept militants dirigé par David Korner alias Barta, le groupe Barta, refuse de s'y joindre et devient « officiellement » « l'Union communiste internationaliste » (UCI) qui éclatera vers 1950, mais sera à l'origine de la fondation après mai 1968 de « Lutte ouvrière » (LO) (en fait nom du journal de « L'Union communiste internationaliste ») après être resté longtemps marginal.

Après guerre, le Parti communiste internationaliste-Section française de la Quatrième Internationale (PCI-SFQI) est rapidement affecté par une série de scissions :
- dès 1945, David Rousset quitte le PCI pour former avec Jean-Paul Sartre, en 1948, le Rassemblement démocratique révolutionnaire (RDR).
- en 1948, scission/exclusion de la tendance des « droitiers », menée par Yvan Craipeau, après qu'elle a perdu la majorité lors du 4e congrès du Parti communiste internationaliste-Section française de la Quatrième Internationale (PCI-SFQI) en novembre 1947. Des militants de cette tendance, notamment Jean-René Chauvin[8], Albert Demazière, Paul Parisot, Roland Filliâtre, etc. sont exclus du fait de leur double appartenance au Parti communiste internationaliste-Section française de la Quatrième Internationale (PCI-SFQI) et à l'éphémère « Rassemblement démocratique révolutionnaire » (RDR) qu'ils ont fondé avec Jean-Paul Sartre et David Rousset.
- en 1949, scission d'un groupe qui devient « Socialisme ou Barbarie », dont les philosophes Cornelius Castoriadis, Claude Lefort (qui deviendra un précurseur de la « Deuxième gauche» et théorisera notamment le « phénomène bureaucratique »), Jean-François Lyotard, etc. Ce groupe rompt peu à peu avec le trotskisme et finit par s'auto-dissoudre vers 1966. Ses membres s'engagent alors dans les nouveaux mouvements sociaux (féminisme, écologie politique, droit des homosexuels, etc.). L'évolution de Félix Guattari, du PCI au groupe de La Voix communiste en 1963 puis à l'écriture de L'Anti-Œdipe (1972) avec le philosophe Gilles Deleuze est un autre exemple de rupture avec le trotskisme pour aller vers les « nouveaux mouvements sociaux ».
- en novembre 1952, la « grande scission » du Parti communiste internationaliste-Section française de la Quatrième Internationale (PCI-SFQI) entre PCI « pabliste » et PCI « lambertiste » : consécutive à l'adoption des thèses de Michel Raptis alias Michel Pablo par le 3e congrès mondial de la Quatrième Internationale d'aout 1951, cette scission oppose d'abord, au niveau de la Quatrième Internationale, les partisans de Michel Raptis alias Pablo (Ernest Mandel, Pierre Frank, Michèle Mestre, etc.) à ceux de Pierre Boussel alias Pierre Lambert (Marcel Bleibtreu, Michel Lequenne, etc.). Ces derniers, majoritaires dans le Parti communiste internationaliste-Section française de la Quatrième Internationale (PCI-SFQI), et ultérieurement désignés « PCI majoritaire », sont exclus de la Quatrième Internationale, dont la direction devenue « pabliste » fonde un nouveau PCI français, dit « PCI minoritaire », autour de ses partisans français.

Causée par le refus lors du 8e congrès du Parti communiste internationaliste-Section française de la Quatrième Internationale (PCI-SFQI) de juillet 1952 d'une majorité - qui deviendra donc le « PCI majoritaire » - d'accepter et mettre en œuvre la décision du 3e congrès mondial de la Quatrième Internationale - motivée par l'imminence supposée d'un conflit mondial (on est en pleine guerre de Corée) supposément suivi d'une période révolutionnaire - d'adopter les thèses de Michel Pablo et de ses partisans de pratiquer un entrisme « à drapeau déployé » non seulement chez les sociaux-démocrates (pour les français dans la SFIO et Force ouvrière) mais aussi dans les partis communistes staliniens et les syndicats affiliés (pour les français dans le PCF et la CGT) ce qui promettait d'être problématique, voire dans le Tiers Monde dans certains partis populistes, cette scission divise finalement tout le mouvement trotskiste international, jusqu'à causer l'éclatement de la Quatrième Internationale et de nombre de sections nationales.
Parmi celles-ci, seuls les Partis communistes internationalistes (PCI) italien, ceylanais, bolivien et quelques sections d'Amérique latine deviennent alors « pablistes » sans se diviser.
- en novembre 1953, Pierre Boussel alias Lambert et les « lambertistes » du PCI « majoritaire » fondent au niveau international le « Comité international de la Quatrième Internationale » (CIQI), désormais opposé au « Secrétariat international de la Quatrième Internationale » (SIQI) désormais « pabliste ».
- Cinquante ans après les faits, la scission entre « lambertistes » et « pablistes » continue à diviser certains trotskistes et ex-trotskistes : le journaliste Christophe Nick attribue ainsi à cette querelle les accusations d'Edwy Plenel, ex-pabliste, à l'encontre de Lionel Jospin, ex-lambertiste[10].

### De la guerre d'Algérie à mai 1968
- Après ces scissions majeures, une partie importante des trotskistes, désignés comme « droitiers », s'éloigne progressivement des organisations trotskistes et irrigue différents mouvements de la « Deuxième Gauche ».
- en 1955, une vingtaine de militants du « Groupe bolchevik-léniniste » de Marcel Bleibtreu, Michel Lequenne, etc. est exclue/scissionnaire du Parti communiste internationaliste (PCI) « majoritaire » (« lambertiste »). Ils publient La Tribune marxiste et entretiennent des contacts avec la « Nouvelle Gauche » de Claude Bourdet et la « Fédération communiste libertaire » (FCL) de Georges Fontenis (elle-même issue d'une scission de la Fédération anarchiste)[10].
- c'est finalement au total une cinquantaine de « droitiers » qui rejoint la « Nouvelle Gauche »[10], dont une grande partie du « Groupe bolchevik-léniniste » (dont Bleibtreu, Lequenne, etc.) exclu/scissionnaire du Parti communiste internationaliste (PCI) « majoritaire » (« lambertiste »).
- Fin 1957, un certain nombre de ces militants se regroupe au sein de l'« Union de la gauche socialiste » (UGS), dont Claude Bourdet, Yvan Craipeau, Gilles Martinet, Edgar Morin, etc.[11].
- et participe, en 1960, à la création du « Parti socialiste unifié » (PSU), qui fusionne l'UGS, le Parti socialiste autonome (fondé par des dissidents de la SFIO) et des dissidents du PCF, et n'inclut aucun ex-trotskiste dans son bureau national, mais en compte 5 sur 50 dans son comité politique : Yvan Craipeau, Jean Rous, Pierre Naville, Roland Filliâtre (« droitiers »), mais aussi Robert Chéramy (ex « lambertiste »), etc.[11] ;
- une cinquantaine de « lambertistes » est restée dans le Parti communiste internationaliste (PCI) « majoritaire » autour de Pierre Boussel alias Pierre Lambert,
- une trentaine de « pablistes » est restée dans le Parti communiste internationaliste (PCI) « minoritaire » autour de Michel Raptis alias Michel Pablo, dont Livio Maitan et le Belge Ernest Mandel. Conformément aux thèses de Michel Pablo, la plupart font de l'entrisme dans le PCF[10].
- De ce groupe s'autonomise à partir de janvier 1958 « La Voix Communiste », de plus en plus critique vis-à-vis de cette politique d'entrisme, dont Gérard Spitzer, Félix Guattari, Denis Berger, Gabriel Cohn-Bendit, Lucien Sebag, etc.
- en 1956, des anciens du groupe Barta, dissout quelques années auparavant créent le journal Voix ouvrière (futur Lutte ouvrière).

Les trotskistes et la guerre d'Algérie :
- les « pablistes » du Parti communiste internationaliste (PCI) « minoritaire » et ceux de La Voix Communiste s'engagent à plein temps dans le soutien au FLN lors de la guerre d'Algérie, salariant même deux de ses membres Pierre Avot-Meyers et Louis Fontaine pour leurs activités d'impression clandestine de tracts, de faux papiers, de faux monnayage, et même de création d'une usine d'armement secrète au Maroc[12]. Ils sont ainsi le premier parti français à prendre cause pour l'indépendance[12]. Simonne Minguet, Raymond Bouvet et Janine Weil sont arrêtés en 1956, après la découverte d'une imprimerie clandestine du Parti communiste internationaliste (PCI) « minoritaire » (« pabliste »)[12]. En 1959, c'est au tour de Gérard Spitzer, membre de La Voix Communiste et de son réseau de soutien au FLN d'être arrêté[12]. Michel Raptis alias Michel Pablo est arrêté en juin 1960, puis libéré en octobre 1961 grâce à une campagne internationale en sa faveur[12]. C'est le futur historien Mohamed Harbi qui est alors le contact entre le FLN et le Parti communiste internationaliste (PCI) « minoritaire » (« pabliste »)[12].
- cette action clandestine est relayée par l'action publique de militants du Parti socialiste unifié (PSU), dont Yvan Craipeau, Jean Rous, Pierre Naville, Roland Filliatre, Gilles Martinet, le mathématicien, militant du POI pendant l'occupation, Laurent Schwartz alors professeur à l'École polytechnique, l'avocat Yves Dechezelles, etc.[12].
- les « pablistes » du Parti communiste internationaliste (PCI) « minoritaire » créent également un « Comité contre l'envoi des contingents en Algérie »[12].
- plus tard, Michel Fiant, lui aussi « pabliste » du Parti communiste internationaliste (PCI) « minoritaire », met en place le réseau Jeune Résistance contre la guerre d'Algérie, auquel participe le jeune Alain Krivine[12], qui collabore, malgré quelques rivalités, avec le réseau Jeanson et le réseau Curiel[12].
- alors que les attentats de l'OAS se multiplient (plus de 1 500 attentats d'extrême droite en France entre 1960 et 1962)[13]), Michel Fiant suggère à Alain Krivine de créer un « Front universitaire antifasciste » (FUA) permettant d'organiser l'opposition de gauche au sein de l'Union des étudiants communistes (UEC), l'organisation étudiante du PCF[13].
- De leur côté, les « lambertistes » du Parti communiste internationaliste (PCI) « majoritaire » de Pierre Boussel ont soutenu le MNA de son ami Messali Hadj[12].

L'après-guerre d'Algérie :
- en juin 1963, les deux anciens courants du Parti communiste internationaliste — la tendance « pabliste », restée à la tête du Secrétariat international de la Quatrième Internationale (SIQI), et la tendance « lambertiste », elle-même à la tête du « Comité international de la Quatrième Internationale » (CIQI) — participent au 7e congrès mondial de la Quatrième Internationale, dit « congrès de la réunification », sur la base d'une compréhension et d'un soutien communs à la révolution cubaine de Castro et, au-delà aux différents Mouvements de libération nationale.
- se forme alors la « Quatrième Internationale - Secrétariat unifié » (QI-SU), à laquelle ne participent cependant pas le Parti communiste internationaliste (PCI) « majoritaire » (« lambertiste ») français de Pierre Boussel, la Socialist Labour League (SLL) britannique de Gerry Healy (qui formera plus tard le Socialist Workers Party (SWP)), ni le groupe des partisans de l'Argentin Juan Posadas (qui a lui-même quitté la Quatrième Internationale en 1962), et, opposé à Castro, a formé de son côté la « Quatrième internationale posadiste » dont les prises de position seront ensuite de plus en plus desservies par les écrits (non politiques) de Juan Posadas (sur les OVNI, les possibilités de dialogue avec certains animaux, le clonage, la parthénogenèse, etc.).
- en 1965, le Parti communiste internationaliste (PCI) « majoritaire » (« lambertiste ») devient l'« Organisation communiste internationaliste » (OCI) après avoir perdu un procès contre le Parti communiste internationaliste (PCI) « minoritaire » (« pabliste ») pour la propriété du nom « Parti communiste internationaliste » (PCI)[10] et de La Vérité[10]. Parmi eux, l'historien Pierre Broué, Stéphane Just, Gérard Bloch, et Daniel Renard[10]. En ce début des années 1960, ils contrôlent, avec les anarcho-syndicalistes, la tendance École émancipée de la FEN[11].
- en 1965 également, un courant, mené par Pierre Frank, qui considère qu'il vaudrait mieux poursuivre la stratégie de mobilisation en France au sein des groupes communistes plutôt que de se focaliser sur l'Algérie et les autres mouvements de libération nationale devient majoritaire au sein du désormais seul groupe propriétaire du nom « Parti communiste internationaliste » (PCI) : l'ex-Parti communiste internationaliste « minoritaire » ex. « pabliste ».
- Michel Raptis alias Michel Pablo quitte/est alors exclu de ce Parti communiste internationaliste (PCI) et créé la « Tendance marxiste révolutionnaire internationaliste » (TMRI) et la « Commission Africaine de la Quatrième Internationale » (CAQI) et sa revue, Sous le drapeau du socialisme.
- cette rupture est officialisée en décembre 1965, au cours d'un congrès houleux, auquel les « pablistes » ne sont pas conviés, et qui voit leur expulsion de la IVe Internationale. C'est une simple majorité (51 % du congrès) des militants de la IVe Internationale qui approuve Pierre Frank. Les quelques dizaines de militants expulsés constituent alors autour de Michel Raptis alias Michel Pablo, Gilbert Marquis, Michel Fiant, etc. la « Tendance marxiste révolutionnaire de la IVe Internationale » (TMR-IV).
- en 1965 toujours, le « Front universitaire antifasciste » (FUA) (constitué au sein de l'Union des étudiants communistes (UEC) du PCF par Alain Krivine avec des étudiants comme lui également militants du Parti communiste internationaliste (PCI)) en est exclu pour, entre autres, avoir refusé de soutenir la candidature de François Mitterrand à l'élection présidentielle de 1965. Parmi ceux de ces militants qui quittent alors l'UEC, les partisans du courant mené par Pierre Frank au sein du Parti communiste internationaliste (PCI) qui participent à la fondation, en avril 1966, de la « Jeunesse communiste révolutionnaire » (JCR) : Alain Krivine, Daniel Bensaïd, Henri Weber, etc. qui participeront à l'automne 1966 à la fondation du Comité Vietnam national présidé par Laurent Schwartz.
- de leur côté, les militants du Parti communiste internationaliste (PCI) restés « pablistes » qui faisaient partie du Front universitaire antifasciste (FUA), exclu comme on vient de le voir de l'Union des étudiants communistes (UEC), ne constituent pas une nouvelle organisation, mais se rangent aux côtés du courant dit « italien » de l'Union des étudiants communistes (UEC), qui regarde d'un œil favorable les effets du krouchtchevisme.
- Ces deux groupes de militants sont à l'origine de la création en 1967/1968 des Comités d'action lycéens (CAL) avec Maurice Najman, Michel Recanati, Romain Goupil, tous militants trotskistes.

### De mai 1968 à aujourd'hui
- En 1969, d'ex militants « pablistes » du Parti communiste internationaliste (PCI) sont à l'origine de la fondation de l'« Alliance marxiste révolutionnaire » (AMR).
- Ils co-signent un appel à l'unité des organisations se réclamant du trotskisme, dont le Parti communiste internationaliste (PCI) de Pierre Frank et le groupe Voix Ouvrière, fondé vers 1956 par une des deux entités entre lesquelles le groupe Barta s'est scindé en 1950 : celle de Robert Barcia et Pierre Bois, future « Lutte ouvrière ».
- Ils s'impliquent, avec des dissidents du PCF, notamment issus de la mouvance « italienne », dans le « Comité d'Initiative pour un mouvement révolutionnaire » (CIMR), et sont actifs dans la solidarité avec le peuple tchécoslovaque.
- En 1969, ils soutiennent la candidature d'Alain Krivine aux élections présidentielles.
- Dissout par le décret du 12 juin 1968 après les évènements de Mai 1968, le Parti communiste internationaliste (PCI) a fondé avec la Jeunesse communiste révolutionnaire (JCR) la « Ligue communiste » (LC) au début de cette année 1969 qui devient la Section française de la Quatrième Internationale (SFQI).
- Dissoute le 21 juin 1973, après avoir participé avec d'autres groupes à des affrontements lors d'une manifestation contre la tenue d’un meeting du groupe d'extrême droite Ordre nouveau à la Maison de la Mutualité, la Ligue communiste (LC) se reconstitue l'année suivante sous le nom de « Ligue communiste révolutionnaire » (LCR), menée par Alain Krivine, Daniel Bensaïd et Henri Weber.
- Dissout par le même décret de 1968, Voix ouvrière se reforme sous le nom de « Lutte ouvrière » (LO) et sort progressivement de la marginalité.
- De son côté, L'Alliance marxiste révolutionnaire (AMR) des « pablistes » appuie au printemps 1974 la candidature à l'élection présidentielle de Charles Piaget, syndicaliste de la CFDT, actif à l'usine de Lip où une expérience d'autogestion fut mise en place.
- Dans le même temps, Michel Rocard arrive à imposer au sein du PSU le soutien à la candidature de François Mitterrand.
- Le départ de Michel Rocard du PSU pour le PS après l'élection présidentielle de 1974 donne l'occasion à l'Alliance marxiste révolutionnaire (AMR) de réaliser sa fusion dans le PSU. Le PSU regroupe alors dans cette dynamique de fusion plusieurs centaines de militants.
- Trois ans plus tard, en 1977, la plupart des ex-militants de l'AMR quittent le PSU pour fonder les « Comités communistes pour l'autogestion » (CCA) avec des membres de la Ligue communiste révolutionnaire (LCR).
- En octobre 1980, L'Organisation communiste internationaliste (OCI) de Pierre Lambert (dont Jean-Luc Mélenchon a été militant de 1972 à 1976) devient « L'Organisation communiste internationaliste Unifiée » (OCIU) après le ralliement de la « Ligue communiste internationaliste » (LCI) (scission de 1979 de la Ligue communiste révolutionnaire (LCR) dirigée par Daniel Gluckstein), puis reprend le nom de « Parti communiste internationaliste » (PCI) (lequel s'est, on l'a vu, dissout dans la Ligue communiste en juin 1968), avant de fusionner en 1985 dans le « Mouvement pour un parti des travailleurs » (MPPT), puis en 1991 dans le « Parti des travailleurs » (PT) et enfin en 2008 dans le « Parti ouvrier indépendant » (POI).
- Au passage, en 1986, plus de 400 militants de la tendance « Convergence socialiste » menée par Jean-Christophe Cambadélis et Benjamin Stora quittent le Mouvement pour un parti des travailleurs (MPPT) pour le PS.
- En 1994, ce sont 140 militants de la tendance « Démocratie et révolution » de la Ligue communiste révolutionnaire (LCR), menés par Gérard Filoche et Daniel Assouline qui rejoignent le PS.
- La fin du XXe siècle est marquée par la notoriété certaine et les résultats électoraux de la porte-parole de Lutte ouvrière (LO), Arlette Laguiller, qui est ensuite remplacée par Nathalie Arthaud.
- Le début du XXIe siècle est marqué par celle qu'acquiert le candidat de la Ligue communiste révolutionnaire (LCR), Olivier Besancenot à l'élection présidentielle de 2002.

Ces deux organisations font d'ailleurs liste commune aux élections européennes de 1999 et régionales de 2004.
- Juste avant cela, en 2003, la Ligue communiste révolutionnaire (LCR) a renoncé à l'objectif de « dictature du prolétariat » pour se faire davantage le relais de mots d'ordre issus de l'altermondialisme, de l'écologie antinucléaire, anti-OGM, etc., et, finalement, se dissoudre, en 2009, dans une formation politique plus large, le « Nouveau Parti anticapitaliste » (NPA) rassemblant au-delà des seuls trotskistes.

## Le trotskisme aujourd'hui en France

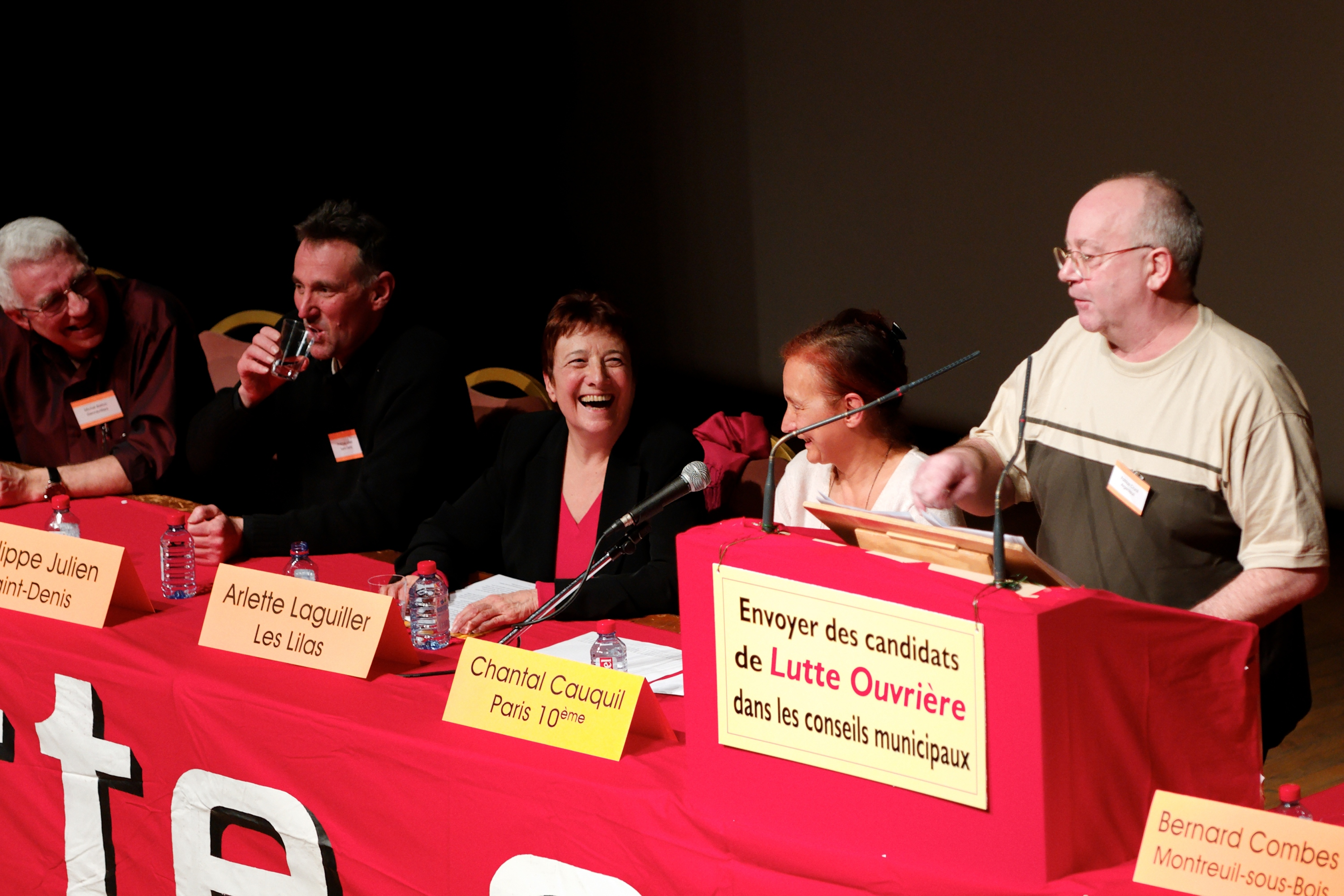
Meeting de Lutte ouvrière en 2008 (Arlette Laguiller, troisième en partant de la gauche).

Depuis Mai 68, le phénomène trotskiste a gagné de l'importance dans la sphère politique française, notamment avec la popularité grandissante de personnalités comme Arlette Laguiller ou Olivier Besancenot. Du point de vue électoral, le trotskisme rassemble entre 4 et 10 % des suffrages lors des pics atteints lors de l'élection présidentielle de 2002 et de 2007.

### Formations importantes
- Lutte ouvrière (LO), qui est en fait le nom du journal publié par l'Union Communiste, membre de l'Union communiste internationaliste (UCI), est surtout connue grâce à sa porte-parole, Arlette Laguiller, qui a obtenu entre 1,33 % et 5,72 % aux élections présidentielles entre 1974 et 2007 revendique environ 9 000 adhérents. Entre la dissolution de la Ligue communiste révolutionnaire au sein du NPA en 2009 et la fondation du NPA « plateforme C » 2022, Lutte ouvrière est le seul parti politique d'envergure nationale se revendiquant explicitement du trotskisme en France.
- Le Nouveau Parti anticapitaliste (NPA) n'est officiellement pas trotskiste. Néanmoins, il est issu d'un processus initié par la Ligue communiste révolutionnaire (LCR) visant à construire un nouveau grand parti révolutionnaire regroupant plusieurs courants d'extrême gauche, dont les trotskistes et les anciens de la LCR représentent 45 % de la direction du NPA[15]. Olivier Besancenot, son principal porte-parole, fut par deux fois candidat aux élections présidentielles au nom de la LCR. Il existe toujours un fort courant trotskiste au sein du NPA, lequel anime l'Association pour la Sauvegarde de la Mémoire de la Section Française de la Quatrième Internationale (ASMSFQI)[16]. En 2009, le NPA revendique 6 000 adhérents[17]. Le NPA est représenté par deux organisations distinctes depuis le congrès de 2022 :
  - le NPA – L'Anticapitaliste, composé notamment de la majorité héritière de la LCR et de l'Alternative révolutionnaire communiste. Ses deux principaux porte-paroles sont Olivier Besancenot (candidat de la LCR lors des élections présidentielles de 2002 et de 2007) et Philippe Poutou (candidat du NPA aux élections présidentielles en 2012, 2017 et 2022).
  - le NPA – Révolutionnaires, composé notamment des tendances L'Étincelle et Anticapitalisme et Révolution.
- Révolution permanente[18] (anciennement le Courant communiste révolutionnaire, CCR), affilié à la Fraction trotskiste - Quatrième Internationale. Il est apparu au premier congrès du NPA où il a participé à la Position 4 aux côtés de la Tendance CLAIRE. Le 12 juin 2021, une scission éclate entre le NPA et le CCR à la suite de la pré-candidature d'Anasse Kazib, syndicaliste cheminot et principal porte-parole du CCR[19]. L'organisation est officiellement fondée en tant que parti politique indépendant en décembre 2022[20].

### Autres formations

#### Organisations constituées en tendance
- La Fraction L'Étincelle, issue de Lutte ouvrière, est une petite organisation aujourd'hui adhérente du Nouveau Parti anticapitaliste dit « NPA-C ».
- Le groupe La Commune, section française du Mouvement Socialiste des Travailleurs - Quatrième Internationale (MST-QI) a été formé par des militants exclus du Parti des travailleurs (PT) lambertiste. Ce groupe milite aujourd'hui également au sein du NPA.
- La Riposte - faction interne du Parti Communiste Français
- tendance CLAIRE du NPA, issue du Groupe communiste révolutionnaire Internationaliste (GCRI) a soutenu la Position 4 lors du premier congrès du NPA (3,7 % des voix[21]).
- Le Courant communiste internationaliste (CCI), nom du courant trotskiste majoritaire du Parti ouvrier indépendant (POI)[22] issu du groupe fondé par Pierre Lambert a été représenté par Gérard Schivardi à l'élection présidentielle française de 2007 et a rassemblé 0,34 % des voix soit 123 540 suffrages.
- La Tendance communiste internationaliste (TCI) est le courant majoritaire du Parti des travailleurs (PT), lui même issu d'une scission opérée en 2015 du Courant communiste internationaliste (CCI) du Parti ouvrier indépendant (POI). Gérard Schivardi, Daniel Gluckstein et Jean Markun sont les secrétaires nationaux du PT après avoir créé, en 2008, puis quitté le POI.

#### Organisations politiques indépendantes
- Le Groupe pour la construction du Parti Ouvrier Révolutionnaire[23], qui édite le journal Combattre pour le Socialisme (CPS), fondé par Stéphane Just.
- Le Groupe Marxiste Internationaliste (GMI), issu de la réunion de deux anciennes scissions de Combattre pour le Socialisme (CPS) : le Comité communiste internationaliste - trotskiste (CCI-T) et le Groupe Bolchevik[24],[25].
- La Gauche révolutionnaire[26] membre du Comité pour une Internationale ouvrière, qui se revendique clairement du trotskisme, a été membre du NPA de 2008 à 2012. Elle édite le journal L'Egalité.
- Le Parti de l'égalité socialiste[27], membre du Comité international de la Quatrième Internationale[28].
- La Ligue trotskiste de France (LTF) édite le journal Le Bolchévik et est connue pour sa défense inconditionnelle du bolchevisme. La LTF est la section française de la Ligue communiste internationale (International Communist League, Fourth Internationalist), surtout présente aux États-Unis.
- Le PCR (Parti Communiste Révolutionnaire, anciennement connu sous le nom de Révolution) sections française de l'Internationale Communiste Révolutionnaire (ancienne TMI) et édite le journal Révolution[29]